# 딕티오콕쿠스속
딕티오콕쿠스속(Dictyococcus)은 녹조강 스파이로플레아목에 속하는 녹조류 속의 하나이다. 딕티오콕쿠스과(Dictyococcaceae)의 유일속으로 3종으로 이루어져 있다.

## 하위 종
- D. bradypodis
- D. mucosus
- D. varians